# Tizen Studio
Tizen Studio — середовище розробки для вільної мобільної платформи Tizen. Середовище написане розробниками операційної системи на зміну Tizen SDK і надає набір інструментів для створення, складання, зневадження та профілювання мобільних застосунків за допомогою Web API і Native API Tizen. Середовище має модульну архітектуру і на етапі установки або через спеціальний пакетний менеджер дозволяє встановлювати тільки необхідну функціональність.
Основу Tizen Studio становить інтегроване середовище розробки, створене на базі платформи Eclipse, і включає спеціальний візуальний будівник інтерфейсів. До складу також входить набір емуляторів пристроїв на базі Tizen (емулятор смартфона, телевізора, розумного годинника), набір прикладів для навчання, інструменти для розробки застосунків на Сі/С++ і з використанням вебтехнологій, компоненти для забезпечення підтримки нових платформ, системних застосунків і драйверів, утиліти для складання застосунків до Tizen RT (варіант Tizen на базі RTOS-ядра), засоби для створення застосунків для розумних годинників і телевізорів.
Зокрема, надана можливість розробки застосунків для Samsung Smart TV з використанням платформи .NET і API .NET TV. Реалізація .NET для Tizen заснована на напрацюваннях відкритих проектів .NET Core і Xamarin Forms. Пов'язані з .NET TV компоненти винесені у застосунок TV Extension, яке включає в себе необхідні бібліотеки і емулятор телевізора.
Для профілювання пропонується застосунок Dynamic Analyzer, що дозволяє вирішувати завдання профілювання і наочно відстежувати споживання пам'яті, навантаження на CPU, стан вводу/виводу і події відтворення інтерфейсу.